# Harri Olli
Harri Juhani Olli (Rovaniemi, 15 de enero de 1985) es un deportista finlandés que compitió en salto en esquí.
Ganó una medalla de plata en el Campeonato Mundial de Esquí Nórdico de 2007, en la prueba de trampolín grande individual. Participó en los Juegos Olímpicos de Vancouver 2010, ocupando el cuarto lugar en la prueba por equipos.

## Palmarés internacional
| Campeonato Mundial | Campeonato Mundial | Campeonato Mundial | Campeonato Mundial |
| Año                | Lugar              | Medalla            | Prueba             |
| ------------------ | ------------------ | ------------------ | ------------------ |
| 2007               | Sapporo (Japón)    | Medalla de plata   | TG individual      |